# Käringhära
Käringhära är ett skär i Åland (Finland). Det ligger i Skärgårdshavet och i kommunen Kökar i landskapet Åland, i den sydvästra delen av landet. Ön ligger omkring 55 kilometer öster om Mariehamn och omkring 230 kilometer väster om Helsingfors.
Öns area är 2,1 hektar och dess största längd är 300 meter i sydöst-nordvästlig riktning. Runt Käringhära är det glesbefolkat, med 11 invånare per kvadratkilometer.. Närmaste större samhälle är Kökar, 6,0 km söder om Käringhära.